# Oxton (Nottinghamshire)
Oxton – wieś w Anglii, w hrabstwie Nottinghamshire. Leży 13 km na północ od miasta Nottingham i 184 km na północ od Londynu.